# Carlos de Borja y Centellas
Carlos de Borja Centellas y Ponce de León (né le 30 avril 1663 à Gandia, en Espagne, mort le 8 août 1733 à Real Sitio de San Ildefonso) est un cardinal espagnol.

## Biographie
Il naît le 30 avril 1663 à Gandia, fief de sa famille, en Espagne. Il est le quatrième enfant de Francisco Carlos de Borja Centelles y Doria, 9e duc de Gandie (1626-1665), et de María Ponce de León. Il est le frère de Pascual Francisco, 10e duc de Gandia (1653-1716), et du cardinal Francisco Antonio,. Il est l'oncle paternel de Luis Ignacio, 11e duc de Gandie. Les ducs de Gandia descendent du pape Alexandre VI Borgia par un fils de celui-ci, Giovanni (1474 ou 1476-1497), 2e duc de Gandia.
De 1669 à 1679, Carlos étudie au Colegio Mayor de San Ildefonso, à Alcalá de Henares. Il obtient un doctorat in utroque jure (c'est-à-dire en droit canon et en droit civil).
On ignore la date de son ordination. Il obtient de nombreux bénéfices. Il est chanoine au chapitre cathédral de Tolède,, archidiacre de Madrid, vice-aumônier du roi Philippe V, prieur du monastère de Santa Maria del Sar (es) à Saint-Jacques-de-Compostelle, abbé nullius d'Alcalá la Real, abbé de Sainte-Léocadie de Tolède.
En 1698, il devient membre du Consejo de las Órdenes (es), revêtu de l'habit de l'ordre d'Alcántara. Par la suite, il reçoit la charge de sumiller de cortina (es) (sommelier du corps) du roi, et il entre au conseil d'Italie. En 1702, nommé vicaire général des armées de terre et de mer, il accompagne Philippe V dans sa campagne d'Italie, d'avril à septembre.
Le 20 juillet 1705, le pape Clément XI le nomme archevêque titulaire de Trébizonde (de). Le 30 novembre, il est consacré en présence du roi, de la reine et de toute la cour. Il conserve tous ses bénéfices. Le 3 octobre 1708, il est promu patriarche titulaire des Indes occidentales. La même année, il devient grand aumônier de la maison du roi. En avril 1709, il confirme Louis, prince des Asturies (le futur Louis Ier).
Lors du consistoire de 1720, le 30 septembre, Clément XI le crée cardinal. Le 2 février 1721, Philippe V lui remet la barrette rouge. Arrivé trop tard au conclave de 1721, Borja ne participe pas à l'élection d'Innocent XIII. Le 10 juin, il reçoit le chapeau, et onze jours plus tard le titre de cardinal-prêtre de Santa Prudenziana. Le 20 janvier 1722, il célèbre le mariage du prince des Asturies et de Louise-Élisabeth d'Orléans. Le 7 mars, il confirme l'infant Philippe (le futur Philippe Ier de Parme).
Il participe au conclave de 1724 (élection de Benoît XIII). Le 27 décembre 1727, il célèbre le mariage de l'infante Marie-Anne-Victoire d'Espagne avec le prince Joseph, fils aîné du roi de Portugal Jean V. Il ne participe pas au conclave de 1730 (élection de Clément XII).
Il meurt le 8 août 1733 au palais royal de la Granja de San Ildefonso.

## Portrait
« C'était, dit Saint-Simon, un homme très ignorant, fort bas courtisan et tout à fait extraordinaire […] un grand homme de bonne mine […] un très bon homme qui n'avait pas le sens commun […] Son rang et sa charge lui attiraient quelque considération ; mais de sa personne il était compté pour rien. »

 Selon le mémorialiste, il ne doit son élévation qu'à sa famille et à une pénurie d'ecclésiastiques espagnols aptes aux charges importantes. Louville prétend qu'il était « si borné » qu'on avait hésité à le baptiser. Sa simplicité, ses balourdises, son désarroi, ses colères hors de propos divertissent son entourage, à commencer par le roi et la reine d'Espagne : « Le roi et la reine l'aimaient assez, et ne se contraignaient point de s'en moquer. » Il mange de la viande le Vendredi saint et oblige ses convives à l'imiter, en vertu d'une bulle de son aïeul Alexandre VI autorisant les membres de sa famille à le faire. Quittant Rome après le conclave de 1721 qui a vu l'élection d'Innocent XIII, il fait ses adieux au cardinal Bernard Marie Conti, frère du nouveau pape : 

« Parmi les compliments de regrets réciproques de leur séparation, Borgia dit à Conti que tout ce qui le consolait était l'espérance du plaisir de le revoir bientôt, et que dans peu un autre conclave le rappellerait à Rome. On peut juger comment le frère du pape trouva ce compliment bien tourné. »

## Iconographie
- Cardinal Borja, huile sur toile d'Andrea Procaccini (1671-1734), 248 × 176 cm, vers 1721, musée du Prado[19].
- Portrait du cardinal Borja, gravure de Girolamo Rossi (it) (1682-1762), non daté.

## Succession apostolique
Carlos de Borja y Centellas a ordonné les évêques suivants :
- Évêque Bartolomé Cernuda Rico y Piñeros (1713)
- Archevêque Luis de Salcedo y Azcona (es) (1713)
- Évêque Francisco Rodríguez de Mendarozqueta (es) (1714)
- Évêque Francisco Olaso Hipenza, O.S.A. (1714)
- Évêque José Díez Santos de San Pedro (1714)
- Évêque José Espejo Cisneros (es) (1714)
- Évêque Antonio Prado Sandoval y Rojas (1714)
- Évêque Antonio Monroy y Meneses, O. de M. (1715)
- Évêque Juan Otálora Bravo de Lagunas (1715)
- Évêque Antonio de Horcasitas y Avellaneda (es) (1715)
- Archevêque Felipe Antonio Gil de Taboada (es) (1715)
- Évêque José de Talavera Gómez de Eugenio, O.S.H. (1716)
- Évêque Francisco José Castillo Albaráñez (1716)
- Évêque Juan José de Escalona y Calatayud (1717)
- Évêque Pedro Magaña, O.S.B. (1717)
- Évêque José Esquivel Castillejos, O.P. (1717)
- Évêque Bartolomé Camacho y Madueño (ca) (1720)
- Évêque Manuel José de Santa María y Salazar (1720)
- Évêque García Pardiñas Vilar de Francos (gl), O. de M. (1720)
- Archevêque Domingo Valentín Guerra Arteaga y Leiva (es) (1726)
- Évêque José García Fernández, O.F.M. (1727)